# 421-a will-
『421-a will-』（よんにいち ア・ウィル）は、KOTOKOの4作目のシングル。ジェネオンエンタテインメントより2005年（平成17年）10月13日に発売された。

## 概要
表題曲の「421-a will-」は、2ndアルバム『硝子の靡風』よりシングルカットされた曲である。カップリング曲の「秋爽」は書き下ろしの新曲で、3rdアルバム『UZU-MAKI』に収録されている。初回限定盤と通常盤の2種類がリリースされ、初回限定盤には「421-a will-」のPVが収録されたDVDが付いている。
「421-a will-」の421とは、KOTOKOのメジャーデビューの日4月21日のことである。そのためこの楽曲は支えてくれたいろんな人に向けて唄った楽曲である。

## 収録曲
1. 421-a will- [4:53]
作詞：KOTOKO／作曲：中沢伴行／編曲：中沢伴行、尾崎武士
  - 四国放送「フォーカス徳島」オープニングテーマ
  - dwango「いろメロミックス」TV-CMソング（本人出演）
  - パケットラジオ「KOTOKOのトコトコ探検記」オープニングテーマ
2. 秋爽 [5:54]
作詞：KOTOKO／作曲・編曲：C.G mix
  - パケットラジオ「KOTOKOのトコトコ探検記」エンディングテーマ
3. 421-a will-（Instrumental）
4. 秋爽（Instrumental）